# Curse LLC
 Curse es una red de sitios web de juegos. La empresa tiene su sede en Huntsville, Alabama, y oficinas en San Francisco, Nueva York, Los Ángeles, Brighton y Berlín. 
Curse inicialmente se centró en ofrecer mods para varios videojuegos. A medida que se expandió, la compañía comenzó a desarrollar y adquirir comunidades de juegos (enfocándose particularmente en títulos MMORPG como World of Warcraft, así como otros juegos como Minecraft), wikis, además de ofrecer servicios de chat de voz. La compañía también patrocinó un club eSports del mismo nombre, que compitió principalmente en League of Legends . 
El 16 de agosto de 2016, Curse anunció que había aceptado ser adquirido por Amazon.com a través de su subsidiaria Twitch Interactive por un monto no revelado. El 12 de diciembre de 2018, Wikia anunció que había adquirido los activos multimedia de Curse, incluidos los sitios web de su comunidad de juegos y la granja de wiki de Gamepedia. El resto de la empresa (que opera como CurseForge) permanece bajo Twitch. CurseForge se vendió de Twitch a Overwolf a mediados de 2020. 

## Historia

### 2006–2010
Curse nació del amor "incondicional" del fundador Hubert Thieblot por World of Warcraft. Después de dejar la escuela, Thieblot comenzó a convertir su pasión en un negocio, lanzando CurseBeta en 2006, ofreciendo complementos y modificaciones. En poco tiempo, el sitio aumentó exponencialmente en tráfico y popularidad. En 2007, una ronda Serie A de inversión de capital riesgo liderada por AGF Private Equity otorgó a Curse US$5 millones, y en 2009, Curse reveló una ronda adicional Serie B liderada por Ventech Capital, AGF Private Equity y SoftTech VC (Jeff Clavier) con la cantidad de US$6 millones, elevando el financiamiento total para ese año (con US$3 millones adicionales en ingresos) a US$11 millones. A medida que aumentaba la financiación para Curse, procedió a desarrollar varios sitios de alto perfil internamente, mientras adquiría sitios más grandes con comunidades y contenido ya establecidos, particularmente para juegos MMO como RuneScape.

### 2010-2014
En 2011, se clasificó a Curse como la 405.ª empresa de más rápido crecimiento en los Estados Unidos, y el San Francisco Business Times la ubicó en el puesto 22 en su lista de las "100 empresas de más rápido crecimiento en el área de la bahía de San Francisco". El 14 de diciembre de 2012, Curse lanzó oficialmente la granja wiki  de Gamepedia.
En abril de 2012, Ernst & Young nombró a Thieblot como semifinalista en su programa "Ernst & Young Entrepreneur of the Year" para el norte de California. En junio de 2012, Quantcast informó que el tráfico mundial mensual de Curse supera los 21 millones de visitantes. El 26 de junio de 2013, Curse anunció en una conferencia de prensa que trasladaría su sede principal a Huntsville, Alabama, dejando su oficina de ventas en San Francisco. El 7 de mayo de 2014, Curse presentó Curse Profiles, un sistema de redes sociales integrado en Gamepedia que ofrece una amplia gama de funciones. El servicio permite a los usuarios agregar wikis a su lista de favoritos, ganar Wikipoints y niveles, mostrar estadísticas personales (como tablas de clasificación de edición global, número de ediciones, etc.) y cambiar y establecer preferencias globales; el servicio también introdujo un nuevo sistema de páginas de usuario, un cambio de las páginas de usuario estándar de MediaWiki, que incluye un nuevo sistema de comentarios. Curse ha expresado un interés a largo plazo en expandir el contenido y las comunidades como su principal preocupación.

### Adquisición por Amazon
El 16 de agosto de 2016, Amazon.com Inc. anunció a través de la subsidiaria Twitch Interactive que adquiriría Curse, Inc. por un monto no revelado. En abril de 2017, la aplicación de escritorio Curse pasó a llamarse Twitch.

### Venta de propiedades multimedia a Fandom
En diciembre de 2018, se anunció que Fandom, Inc. había llegado a un acuerdo para adquirir las propiedades de medios de Curse de Amazon.com por un monto no revelado. Esto excluye el software cliente de Curse y la red CurseForge, que ahora operan directamente bajo Twitch Interactive.

## Sitios y servicios

### Curse Client y CurseForge
Curse Client es un servicio de administración de complementos y modificaciones de Curse, con soporte actual para World of Warcraft, Runes of Magic, Rift, World of Tanks, Skyrim y Minecraft. El cliente funciona como una alternativa liviana a las herramientas de administración de complementos tradicionales y presenta sincronización en múltiples computadoras personales, copias de seguridad de configuraciones complementarias y un sistema de seguridad desarrollado de forma privada. El cliente es compatible con el sitio web CurseForge, que permite la carga y revisión de complementos y modificaciones. 

### Curse Voice
Curse Voice era un cliente de voz sobre IP (VoIP) producido internamente por Curse. Con la intención de reemplazar otras VoIP para juegos como League of Legends, el cliente cuenta con un sólido conjunto de funciones, que incluye una superposición de voz en el juego, un servicio de creación de coincidencias automáticas para conectarte automáticamente con los miembros de tu equipo y el uso de enlaces URL para unirse a sesiones. El cliente fue originalmente rechazado por Riot Games, quien consideró que los temporizadores incluidos para varios tiempos de generación podrían considerarse trampas, pero Curse eliminó el contenido ofensivo y alineó el software con los términos de servicio para League of Legends. La versión alemana aún se encuentra en fase beta. En 2015, Curse Voice inició una campaña de relaciones públicas para mostrar a los usuarios, desarrolladores y editores todos los beneficios que el servicio tenía para ofrecer. El servicio se jactaba de cómo sus características de seguridad podrían ayudar a evitar que los usuarios fueran atacados por el CTO de Curse, explicando cómo esto era posible en una entrevista con Polygon. Otras publicaciones como IGN, Gamecrate, y Yahoo News por nombrar algunas, recogieron la historia. El 6 de mayo, Curse informó sobre el sorprendente crecimiento de su servicio VoIP en GameSpot y Game Informer mientras se preparaba para mostrar el servicio en el E3 2015. En junio de 2015, Curse Voice se abrió camino no solo para PC, sino también para Mac y dispositivos móviles, brindando a los usuarios más formas de usar el servicio mientras viajan o están casa. Los jugadores comenzaron a tomar nota de todas las características que Curse Voice tiene para ofrecer y publicaciones como Kotaku y PC Gamer recomendaban usar el servicio mientras jugaban juegos en línea como League of Legends (LoL). Consecuentemente, el 7 de julio, los informes de la SEC revelaron que Riot Games había invertido $30 millones en Curse, pero no se revelaron más detalles en ese momento. La compañía había declarado que querían ayudar a los juegos a mejorar sus funciones de chateo y muchos jugadores especularon si tal vez este fuera el caso con la inversión reciente. Se ha demostrado que Curse Voice mejora la comunidad de un juego de acuerdo con entrevistas recientes con Smite y Robocraft junto con el lanzamiento del documento técnico de la compañía. Con todas estas grandes ganancias en Curse Voice Client, Curse anunció oficialmente la apertura de una nueva sede para su servicio de VoIP el 10 de septiembre en Irvine, California.
El 16 de marzo de 2017, Curse Voice y Curse Client fueron descontinuados y reemplazados por la aplicación Twitch Desktop.

### BukkitDev
Uno de los sitios más grandes en la red de CurseForge, BukkitDev es una colección de complementos de Minecraft para la plataforma de desarrollo Bukkit, una plataforma que se ha convertido en el estándar de facto para plugins de Minecraft en los últimos años. En mayo de 2014, BukkitDev aloja 13 570 complementos y 8337 usuarios. El sistema Bukkit ha demostrado ser tan efectivo y generalizado que el 28 de febrero de 2012, Mojang, los creadores de Minecraft, contrataron a los desarrolladores para mejorar el soporte de Minecraft para los mods y plugins del servidor y del cliente.

### Kerbal KerbalForge
El 6 de mayo de 2014, CurseForge presentó Kerbal CurseForge como un repositorio oficial de modificaciones y complementos para el popular juego Kerbal Space Program, el 6 de mayo de 2014, los desarrolladores Squad anunciaron la asociación; El director de operaciones de Squad, Adrian Goya, dijo sobre el servicio: “Los modders han ayudado a hacer del Kerbal Space Program una experiencia de juego más abierta y gratificante para nuestros jugadores. Curse es un socio importante porque su equipo es apasionado y tiene experiencia en el cuidado y el crecimiento de comunidades de juegos en línea, como nuestra increíble base de jugadores para Kerbal Space Program”. 
Además, Bryan McLemore, declaró: "Tenemos una gran plataforma y un tremendo equipo que apoyará a los increíbles modders para Kerbal Space Program. También esperamos que los millones de jugadores que frecuentan Curse todos los meses vean el programa Kerbal Space como una gran adición a nuestra comunidad existente". Kerbal CurseForge ya cuenta con 94 300 descargas desde su repositorio central.

### Curse Network
Curse posee y opera varios sitios web de juegos de alto tráfico, incluidos Azurilland, Diablofans, Hearthpwn, MMO-Champion, Arena Junkies, Reign of Gaming, LoL Pro, Minecraft Forums, Guild Wars 2 Guru y FPS General. Curse también ha adquirido Symthic, el sitio web científico y de estadísticas de disparos en primera persona, que se centra en el análisis estadístico de los datos de los juegos FPS, incluidos detalles como el peso, la precisión y la deriva del arma. Curse se asoció en 2014 con GOG.com para proporcionar un juego gratuito de su biblioteca para los miembros premium de Curse.

### Gamepedia
El 14 de diciembre de 2012, Curse lanzó Gamepedia, una plataforma de alojamiento wiki dedicada a juegos y escrita por jugadores. Desde entonces, el sitio ha aumentado en popularidad, con, a partir de abril de 2019, 1 293 790 colaboradores, 6 224 464 artículos y 2195 wikis. Gamepedia alberga una serie de wikis oficiales, que están respaldados por los propios desarrolladores del juego. Wikis de alto perfil como The Official Witcher Wiki, Official Minecraft Wiki, The Official Terraria Wiki, The Official ARK: Survival Evolved Wiki, Dota 2 Wiki, Leaguepedia, COD Gamepedia y Wowpedia tienen cientos de miles de ediciones en miles de cuentas. Estos wikis también están disponibles en varios idiomas.
El 12 de diciembre de 2018, la propiedad de Gamepedia se transfirió a Fandom, Inc.
El 4 de noviembre de 2020, Fandom anunció que planeaba migrar todas las wikis de Gamepedia a un dominio .fandom.com.

### Union for Gamers
Curse se asoció con el productor de contenido de YouTube Athene en marzo de 2012 para un programa de asociación de YouTube y ofreció una amplia gama de funciones y herramientas.
Curse ha declarado que Union for Gamers tiene un "enfoque centrado en el usuario", que ofrece una participación en los ingresos del 90% (donde el productor de contenido recibe el 90% de las ganancias del video), un contrato sin límite (no hay una cantidad máxima de dinero que podría se le pagará a los productores de contenido, a diferencia de los contratos limitados, donde, independientemente de la cantidad que gane su video, solo puede ganar hasta una cierta cantidad), sin bloqueo (los productores de contenido son libres de rescindir su contrato cuando lo deseen), y no hay requisitos para los horarios de carga o endosos de Curse.
Union for Gamers también ofrece varias herramientas a los productores de contenido, organizadas en un formato de tablero. El panel incluye cuadros de resumen que rastrean ingresos, datos de video, referencias y comparaciones del mes anterior, y una función de gráfico para comparar ingresos y tráfico. Vinculado al tablero hay un sistema de referencia, que permite que las partes que refieren generen ingresos adicionales de forma pasiva. Además, Curse proporciona a los productores de contenido una base de datos de conocimientos y un sistema de apoyo, acceso exclusivo a los logotipos y videoclips de Curse. 
Desde el Tablero, los usuarios tienen acceso a todos sus videos, las ganancias se desglosan y una amplia gama de sonidos y música proporcionada por Epidemic Sound y AudioMicro. Además, también tienen acceso a Epoxy, una ventanilla única para sus otras cuentas de redes sociales. Desde allí, pueden cargar nuevos videos o rastrear sus cuentas de Twitter, Facebook e Instagram. Epidemic también ayuda a crear clips cortos de videos cargados, formateados previamente para cumplir con los requisitos específicos de las redes sociales. 
Desde febrero de 2020, Curse ya no acepta nuevos canales en Union for Gamers.

### YouTube
Curse también produce videos internamente para su canal oficial de YouTube. La alineación incluye Curse Weekly Roundup, Minecraft Update, WoW Weekly Recap, League Update y Pokémon Update. Curse también ofrece cobertura en vivo de eventos de la industria de los juegos, incluidos Penny Arcade Expo, Gamescom, MineCon, BlizzCon y EVE Online. 
Curse históricamente transmitía contenido transmitido en vivo en su canal Own3D hasta que Own3D dejó de operar como empresa el 31 de enero de 2013.

## Team Curse
Curse anteriormente patrocinó un equipo profesional, conocido colectivamente como Team Curse, que compitió en League of Legends y Call of Duty, que además de varias victorias de alto perfil han obtenido el patrocinio de compañías como Nissan, Alienware, y Cooler Master.
En diciembre de 2014, se anunció que el equipo eliminaría el nombre de Curse debido a las nuevas reglas de patrocinio de League of Legends Championship Series (en particular, Curse quería que Curse Voice fuera un patrocinador a través de otros equipos, lo que le prohibiría ser el título patrocinador de otro equipo). Finalmente, se anunció en enero de 2015 que la organización Team Curse se fusionaría con Team Liquid.